# Videnskab
 Der er for få eller ingen kildehenvisninger i denne artikel, hvilket er et problem. Du kan hjælpe ved at angive troværdige kilder til de påstande, som fremføres i artiklen.
 Denne artikel bør gennemlæses af en person med fagkendskab for at sikre den faglige korrekthed.

Videnskab dækker over den systematiske metode, der bruges i fremskaffelsen, systematiseringen og udbredelse af viden, samt den viden, som er fremskaffet ved hjælp af en videnskabelig metode. Der er ikke konsensus blandt videnskabsfolk om én klar definition på hvordan den systematiske metode skal forstås eller hvilke erkendelsesteoretiske idealer, videnskaben bør leve op til.
Den moderne naturvidenskab regnes for at have haft sit gennembrud i 1600-tallet med den naturvidenskabelige revolution, hvor der via de metoder der var blevet anvendt i naturfilosofien siden Archimedes søgtes empirisk viden. 

## Videnskabelige idealer
Der er ikke enighed om hvilket ideal, man skal efterleve i videnskaben for at opnå god, lødig og troværdig viden. Synet på videnskab afhænger både af hvilket hovedområde, man som forsker identificerer sig med, og hvilken videnskabsteoretisk position, man indtager i forskningen.
I Europæisk forskning inddeler man typisk videnskabsproduktionen i tre hovedområder: Naturvidenskab, Humaniora og Samfundsvidenskab. Inddelingen kan være mere eller mindre skarp, og den berettiges ofte med en forklaring om, at forskellige hovedområder opererer med radikalt forskellige genstandsfelter. Hvor Naturvidenskaben, der beskæftiger sig med naturen, således undersøger fænomener uden fri vilje såsom vulkaner og planter, beskæftiger Humaniora sig med menneskeskabte kulturfænomener såsom krige og litteratur. Ligesom Humaniora har Samfundsvidenskaben også mennesker som undersøgelsesgenstand, men lægger i højere grad vægt på menneskers adfærd og sociale relationer, som de for eksempel kommer til udtryk i magtforhold eller samarbejder, frem for de kulturelle artefakter mennesker producerer.
En udbredt måde at skelne mellem hovedområderne er også ved at se på de videnskabelige metoders formål hos de enkelte hovedområder. Det siges, at naturvidenskaben forklare naturen, mens humaniora primært søger at forstå. Samfundsvidenskab ligger et sted mellem de to, idet man dels søger at forklare menneskets adfærd med kausale logikker og dels søger at indleve sig i menneskers forestillinger. Den fortolkende videnskab er blevet kritiseret for ikke at leve videnskabelige idealer såsom verificerbarhed, falsificerbarhed og objektivitet, og derfor bør humaniora og den fortolkende del af samfundsvidenskaben blive mere ligesom naturvidenskaben. Andre argumenterer imidlertid for, at der findes klare forskelle mellem hovedområderne, og de derfor må gå til videnskaben forskelligt. Et argument er, at man ved at beskrive tyngdekraften ikke ændrer ved den, men ved at beskrive menneskets psykologi ændrer man ved menneskers selvforståelse. Og ønsker man viden om tyngekraften giver det ikke mening at indleve sig i den, for den har ingen fri vilje, mens det kan give god mening at sætte sig i et menneskets sted, for at forstå hvordan dette menneske har forvaltet sin frie vilje.
Ikke alle deler imidlertid den klare opdeling mellem hovedområderne. Den danske filosof Jan Faye argumenterer i bogen Kundskabens træ for, at det i virkeligheden er de samme idealer og dynamikker, der kommer til udtryk i både naturvidenskaben, humaniora og samfundsvidenskaben. Ifølge Faye er videnskab empirisk og på den måde forholder sig til andet end logik og teori, hvilket gør sig gældende for alle videnskaber. Med den definition kan matematik og filosofi ikke betegnes som videnskab. For Faye handler diskussionen om hvorvidt, der findes grundlæggende ligheder mellem hovedområderne eller ej. Svaret er, ifølge Faye, at der også inden for naturvidenskaben findes fortolkning, og man i humanvidenskaberne også forklarer. Forståelse, fortolkning og forklaring er tre sider af samme sag, da "en forklaring er et svar på et spørgsmål, som udtrykker den forståelse, som den, der forklarer, har".
Der er ydermere geografiske forskelle mellem opfattelserne af videnskab. På engelsk kan videnskab bedst oversættes til science, der her kun dækker over de tekniske, sundsheds- og naturvidenskaber, hvor samfundsvidenskab betegnes social science eller behavioral science, dvs. adfærdsvidenskab, mens humaniora kaldes for the Arts, dvs. kunsten, eller the Humanities.

## Videnskabelig forskning
Udover vidensområdernes karakter, spiller det ind for valget af metode, hvad der er hensigten med de enkelte forskningsprojekter. Et eksempel fra samfundsvidenskaben i forbindelse med et folketingsvalg kunne være, at der ønskes en afklaring af, hvilket uddannelses- og indkomstniveau folk der stemte på socialdemokratiet generelt har. Dette kan klares ved en kvantitativ skemaundersøgelse. Der kan også ønskes en afklaring af, hvad det var, som fik folk til at give socialdemokratiet deres stemme. Her kan det være svært at lave en skemaundersøgelse, da det kan være, at årsagen endnu ikke er kendt, og denne derfor ikke kan skrives på skemaet som svarmulighed. I så fald kan der laves interviewundersøgelser, hvor man søger at spørge ind til og forstå, hvad der har været folks grunde til at stemme, som de har gjort. Endeligt kan man være optaget af, hvorvidt socialdemokratiets politiske forslag vil gavne menneskers frie og lige udfoldelse i samfundet. Det vil kræve en kritisk analyse, med en række normative afklaringer og forsøg på at forstå forskellige faktores samspil.
Endelig har forskellige forskere forskellige videnskabsidealer og de er herudover i mere eller mindre grad påvirket af den videnskabskultur, som hersker blandt kollegaer samt evt. de krav, som stilles til vidensformen fra offentligheden, politikere, virksomheder eller hvem der har efterspurgt og/eller skal anvende forskningen. En gruppe videnskabsmænd kan f.eks. være optaget af, at al videnskab skal kunne sættes på logiske formler. Eller hvis viden skal anvendes i TV, er det godt med modeller og tal, som gør tingene mere entydige og lette at forstå.
Ofte siger man, at forskning grundlæggende fremkommer ved at forskere lancerer teorier eller hypoteser for at forklarer et eller flere fænomener. Disse efterprøves i forhold til observationer ("empiri"). Hvis teorien kan forklare observationerne, er teorien styrket; hvis observationerne modsiger teorien, må teorien forkastes eller modificeres. Strengt talt kan man ikke sige at noget kan være "videnskabeligt bevist", kun at det er videnskabeligt sandsynliggjort, da der indtil videre ikke er nogen observationer der modbeviser teorien. Derfor påstår videnskabsfolk ikke at de besidder "Sandheden" for al fremtid, bare at videnskaben til enhver tid har de mest plausible, troværdige og mest modsigelsesfrie viden på sit fagfelt. Denne beskrivelse er dog mest rammende for naturvidenskaben, og selv i forhold til dette område, vil nogen hævde, at denne beskrivelse reelt ikke indfanger, hvad der er på spil i den videnskabelige praksis.

## Videnskabsteori
Videnskabsteori beskæftiger sig med, hvilke generelle kendetegn, der karakteriserer videnskaben og den videnskabelige metode. Kort fortalt tager den nyere videnskabsteoretiske fortælling gerne sit udgangspunkt ved diskussionen mellem Karl Raimund Popper og Thomas Kuhn. Poppers kriterium for videnskab kan nogenlunde oversættes til, at viden kun kan regnes som videnskab, hvis der er tale om udsagn, som kan efterprøves. Det vil sige at andre forskere skal have muliglighed for at tilbagevise tidligere forskningsresultater på grundlag af observationer, ræsonnementer eller eksperimenter. Når en antagelse modbevises må den forkastes og videnskabsmanden må prøve med nye antagelser. Videnskabelig viden består af de antagelser, som endnu ikke er blevet forkastet.
Kuhn pointerer imidlertid at videnskabelige antagelser er forbundet i større videnskabelige systemer, og at grundantagelserne for disse kun sjældent forkastes, selvom forskellige teser bliver modbevist. I stedet udvikles hjælpehypoteser, som bruges til at forklare, hvorfor et modbevis ikke rammer grundantagelserne. Kun sjældent er der en videnskabelig revolution, hvor et nyt system med andre grundantagelser får overtaget. Kuhn hævder således, at man ikke kan tale om, at videnskaben finder sikker almen og uafhængig viden, baseret på et metodisk princip om kun at acceptere ikke modbeviste antagelser, fordi der altså altid kun er tale om en viden, som hænger sammen med nogle bestemte forudsætninger, som i sig selv ikke er sikre, men som beskyttes mod modsigelser. Endvidere hævder Kuhn, at de forskellige systemer ikke kan tale sammen. Der er derfor indenfor videnskaben tale om forskellige paradigmer af videnskabelige systemer, som hviler på nogle grundantagelser, hvis sandheder ikke kan afklares eller diskuteres på tværs af paradigmerne. I stedet for at være baseret på en opsamling af antagelser, som kan efterprøves, og som endnu ikke er blevet modbevist, hævder Kuhn altså at videnskaben er baseret på videnskabsmændenes egne grundantagelser. Videnskaben er ifølge Kuhn således til en vis grad socialt konstrueret.
Popper medgiver, at det er vanskeligt at oversætte antagelser, som kommer fra forskellige paradigmer, men han hævder, at det er muligt, hvis man klart gør rede for hvilke grundantagelser, som ligger til grund for de enkelte teser. Således mener Popper, at vi godt kan bevare forestillingen om videnskaben som hvilende på en grundlæggende metode, som bringer os frem mod bedre og mere sikker viden. Forståelsen af videnskaben som mere eller mindre rationel eller socialt konstrueret er stadig noget, som diskuteres blandt videnskabsmænd. Mange vil dog pege på, at den teknologiske udvikling, som hviler på videnskaben, og som hele tiden gør os i stand til bedre at kontrollere og forudsige naturen, viser at videnskaben kan give os sikker og almen viden i hvert fald inden for nogen områder. Andre vil samtidig mene, at videnskaben hviler på en grundlæggende forkert instrumentel tilgang til virkeligheden, hvor vi alene tænker på kontrol ud fra egne behov, og at det kan føre til miljøkatastrofer og totalødelæggende krige. Her vil nogen dog igen pege på, at man bør skelne mellem videnskaben og dens anvendelse.

## Afgrænsning af videnskab
Problemet om videnskabens afgrænsning kaldes demarkationsproblemet.
Det som skiller et ikke-videnskabeligt fra et videnskabeligt udsagn er altså ikke nødvendigvis at det er spekulativt eller at det er fejlagtigt. Mange videnskabelige teorier begyndte som spekulationer som man i samtiden i bedste fald morede sig over og i værste fald brændte ophavspersonen for. Fejlagtighed eller sandhed bruges heller ikke som kriterium for videnskabelighed, af den enkle grund at mange 'etablerede sandheder' i efterfølgende har vist sig at være forkerte. 'Sandhed' er et ideal videnskaben stræber mod, men aldrig med sikkerhed kan vide at have opnået (se erkendelsesteori).
Eksempler på ikke-videnskabelige udsagn er derimod dogmer eller definitioner. Dogmer er uvidenskabelige fordi deres holdbarhed af forskellige grunde ikke ønskes diskuteret. Definitioner er kendetegnet ved at være sande ved overenskomst. At en cirkel er rund i et euklidisk rum er f.eks. ikke til diskussion fordi det per definition er sandt. Med dette er det ikke sagt at uvidenskabelige udsagn er uønskede. Definitioner er f.eks. vigtig for videnskaben for at afklare hvad man taler om. Præcise definitioner kan derfor være forudsætningen for videnskabelig aktivitet, selv om de selv ikke er videnskabelige.

## Inddeling
Videnskaberne kan inddeles eller klassificeres på mange forskellige måder. Ingen af inddelingerne har imidlertid helt klare grænser. Flere videnskaber falder mellem kategorierne eller i flere af dem samtidig.

### Inddeling efter universalitet
Tager man udgangspunkt i om videnskaben prøver at forklare enkeltfænomener eller at aflede lovmæssigheder på tværs af disse, får man en todeling:
- Idiografisk videnskaber søger at forklare enkeltfænomener som f.eks. historiske hændelser.
- Nomotetiske videnskaber leder efter generaliseringer som f.eks. naturlove.

### Inddeling efter genstandsfelt
Den sædvanlige inddeling af videnskaberne tager udgangspunkt i hvad der undersøges:
- Naturvidenskaberne beskæftiger sig med naturfænomener.
- Samfundsvidenskaberne beskæftiger sig med menneskers adfærd og relationer.
- Humaniora beskæftiger sig med menneskers kulturelle produkter.

### Inddeling efter metode
Er det metoden som bruges i en videnskab kan man dele dem ind i:
- empiriske eller Induktive videnskaber,
- formal- eller deduktive videnskaber,
- Hermeneutik.

### Hovedområder på Danske Universiteter
Danmarks Statistik og gruppen af Danske Universiteter inddeler videnskaben i fire hovedområder:
- Teknisk videnskab og Naturvidenskab
- Sundhedsvidenskab
- Humanistisk videnskab
- Samfundsvidenskab